# Wanhua Chemical Group
Wanhua Chemical Group Company Limited — китайская химическая и нефтехимическая компания, входит в число крупнейших публичных компаний страны. Основана в декабре 1998 года, штаб-квартира расположена в городе Яньтай.
Wanhua Chemical Group является крупнейшим в мире производителем МДИ (сырья для производства полиуретанов), вторым по величине в мире производителем АДИ и крупнейшим в Китае производителем ТДИ. Крупными акционерами Wanhua Chemical Group являются China Securities Finance Corporation, China Investment Corporation и AEGON. 

## История
В 1983 году была запущена фабрика синтетической кожи в городе Яньтай. В 1998 году была основана компания Yantai Wanhua Polyurethane. В 2001 году компания вышла на Шанхайскую фондовую биржу. В 2005 году начал работу завод по производству МДИ в Нинбо.
В 2011 году Wanhua приобрела венгерский химический комбинат BorsodChem за 1,2 млрд евро. В 2013 году компания Yantai Wanhua Polyurethane была переименована в Wanhua Chemical Group. В 2017 году вступил в строй завод в городе Чжухай и открылся технологический центр в США. В 2019 году Wanhua приобрела шведскую компанию Chematur Technologies, в 2020 году начал работу завод по производству резины и пластика в городе Мэйшань провинции Сычуань.
По состоянию на 2020 год 47,3 % продаж приходилось на полиуретановое сырьё, 31,7 % — на продукты нефтехимии, 10,9 % — на специальные химикаты и 9,4 % — на другую продукцию. Китай является основным рынком сбыта компании (65,7 % всех продаж).

## Структура
В состав Wanhua Chemical Group входят шесть химических заводов в городах Яньтай, Нинбо, Чжухай, Мэйшань и Фуцин, а также в Венгрии. Научно-исследовательские центры компании базируются в Яньтае, Нинбо, Пекине, Те-Вудлендсе, Венгрии и Швеции. Офисы продаж расположены в Шанхае, США, Бразилии, Сингапуре, Южной Корее, Японии, России, Индии, Дубае и Турции.
Также Wanhua Chemical Group имеет офис по закупке сжиженного газа и нефтепродуктов в Сингапуре и совместное судоходное предприятие с государственной Abu Dhabi National Oil Company (ОАЭ) в сфере перевозки сжиженного газа.